# Lac Spirit
« Spirit Lake » redirige ici. Pour les autres significations, voir Spirit Lake (homonymie).
Le lac Spirit, en anglais Spirit Lake, est un lac des États-Unis situé dans l'État de Washington, au nord du mont Saint Helens.

## Géographie
Le lac Spirit est situé juste au nord du mont Saint Helens, dans le comté de Skamania de l'État de Washington aux États-Unis. Le lac a une forme en « V », la pointe dirigée vers le sud et la branche orientale plus longue que la branche occidentale.
Le lac est naturellement endoréique, situé au fond d'une cuvette naturelle, et alimenté par les précipitations qui donnent naissance à de nombreux torrents. Un émissaire représenté par un tunnel a été aménagé afin de contrôler le niveau du lac pour éviter son débordement ou la rupture du barrage naturel qui bloque la vallée. Sa surface est encore en 2014 en grande partie recouverte de milliers de troncs d'arbre à la suite de l'éruption du mont Saint Helens en 1980.

## Histoire

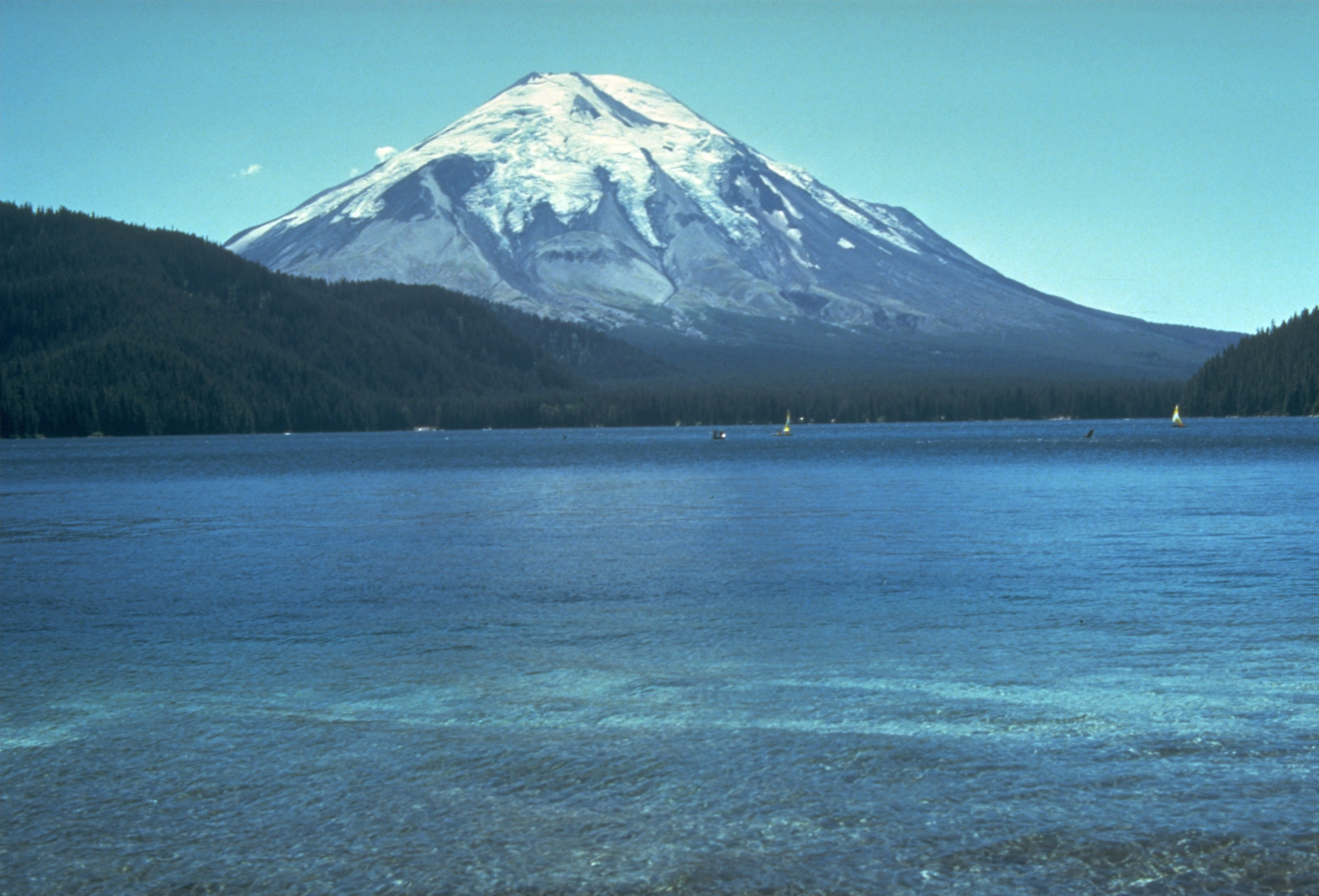
Le lac Spirit avant l'éruption du mont Saint Helens en 1980 (au dernier plan).

Le lac Spirit est une destination touristique prisée avec ses quatre campings sur ses berges et ses nombreuses cabanes. En 1980, l'éruption du mont Saint Helens bouleverse le paysage et l'écosystème du lac. Le souffle de l'éruption provoque l'arrachage de milliers d'arbres dont certains des troncs se retrouvent sur une bonne partie de la surface du lac. Dans le même temps, les matériaux rejetés par le volcan forment un barrage naturel sur la rivière Toutle qui servait d'émissaire au lac. Devenu endoréique, le lac Spirit voit son niveau augmenter de 64 mètres, passant de 975 à 1 039 mètres d'altitude. Néanmoins, il s'est partiellement comblé ce qui a provoqué la réduction de sa profondeur et de 10 % de sa superficie.
Ses eaux sont devenues toxiques en raison des émissions de gaz volcaniques et se sont appauvries en oxygène un mois après l'éruption. Les scientifiques craignaient alors à l'époque que la vie ne se réinstalle que très lentement dans le lac. Néanmoins, l'activité biologique dans le lac trois ans après l'éruption était supérieure à leurs prévisions et des poissons, notamment des truites arc-en-ciel, y sont à nouveau observés dès 1993.